# Уральська (станція метро)
56°51′29″ пн. ш. 60°36′05″ сх. д. / 56.85806° пн. ш. 60.60139° сх. д.
«Ура́льська» (рос. Уральская) — станція Єкатеринбурзького метрополітену, яка розташована між станціями Машинобудівників та «Динамо».
Станція відкрита 23 грудня 1992 року.

## Історія будівництва
- 28 серпня 1980 року з вертикального стовбура шахти станції на урочистому мітингу вийнято перший екскаваторний ківш землі — почалося будівництво свердловського[1].
- У вересні 1980 року розпочато гірничопрохідницькі роботи[1].
- У грудні 1980 року зібрано копер для розміщення гірського шахтного комплексу[1].
- У травні 1981 року закінчена проходка шахтного стовбура[1].
- У грудні 1981 року поблизу станції побудовано і введено в експлуатацію перший адміністративно-побутовий корпус[1].
- У липні 1982 року завершено спорудження підхідної виробки, насосної камери і рудничного двору, почалася проходка перегінного тунелю в бік станції «Машинобудівників»[1].
- У серпні 1982 року на найдовшому перегоні пускової дільниці між станціями «Машинобудівників» і «Уральська» розпочато будівництво тунелів[1].
- У серпні 1982 року введено в експлуатацію залізничний тупик з приколійними складами[1].
- У березні 1986 року на спорудженні станційних тунелів станції розпочато монтаж чавунної «оболонки» з тюбінгів великого діаметра (8,5 м)[1].
- У серпні 1986 року бригада Н. Вопілова зі станції «Уральська», пробивши під землею 750 метрів правого перегінного тунелю, здійснила збійку на проміжному стволі № 10 (на перегоні до станції «Машинобудівників»)[1].
- У лютому 1987 року розпочато будівництво похилого ескалаторного ходу[1].
- У грудні 1987 року розпочаті роботи по проходці середнього станційного тунелю[1].
- У листопаді 1988 року бригада прохідників А. Пелінського зробила збійку в лівому перегінному тунелі на трасі між станціями «Уральська» і «Машинобудівників», позаду — 1560 метрів[1]
- Лютий 1989 після збійки, проведеної бригадою прохідників Ю. Гнидіна в лівому перегінному тунелі між станціями «Динамо» і «Уральська», забезпечено наскрізний проїзд поїзда під землею по всій трасі від центру міста до станції «Проспект Космонавтів»[1].
- У червні 1989 року завершено проходка похилого ходу на станції «Уральська»[1].
- 22 грудня 1992 державною комісією прийнята в експлуатацію[2].
- 23 грудня 1992 року відкрито пасажирський рух
- 22 грудня 1994 року відкрито пасажирський рух до станції «Площа 1905 року».

## Технічна характеристика
Конструкція станції — трисклепінна (глибина закладення — 42 м).
Технічний тунель розташований під станцією «Уральська» служить для водовідведення: вода буквально виривається зі скель та прямує у каналізацію. Саме тут можна побачити надзвичайно міцні підземні породи, через які прокладалося уральське метро, яке стало одним із найдорожчих та найглибших у колишньому СРСР.

## Вестибюлі
Станція має один підземний вестибюль, похилий хід має чотиристрічковий ескалатор, починається з північного торця станції. Станція розташована поруч з залізничним вокзалом та Північним автовокзалом.

## Оздоблення
На пероні пілони стоять на литих чавунних плитах. Усередині пілонів (абсолютно унікально) були залишені природні скельні породи. Підлога платформи виконана з сірого полірованого граніту, колійні стіни станції викладені мармуром Нижньо-Тагильського родовища, пілони — мармуром коєлгінського родовища, арки та інші елементи перону прикрашені плитами серпентину, аркові обрамлення, ніші зроблені з металу. Об'ємні декоративні люстри з кованого металу, виготовлені на Уральському електромеханічному заводі, підвішені до склепіння.
Також заплановано другий вихід зі станції, який буде вести прямо до будівлі залізничного вокзалу, сьогодні будь-які дані про його будівництво відсутні.